# Maurizio Domizzi
Maurizio Domizzi (* 28. Juni 1980 in Rom, Italien) ist ein italienischer ehemaliger Fußballspieler, der in der Abwehr spielte.

## Karriere

### Verein
Domizzi begann seine Karriere in der Jugend von Casalotti Calcio, bevor er sich Lazio Rom anschloss. Von dort wechselte er in die Profiabteilung wurde jedoch zunächst für zwei Jahre zum Co-Eigner AS Livorno verliehen, wo er erste Profierfahrungen sammelte. Im Jahr darauf wechselte er zum AC Mailand und wurde von dort erneut ausgeliehen, diesmal zum FC Modena. Nach nur einem weiteren Jahr wechselte er 2002 zu Sampdoria Genua, wo er einige Zeit spielte, jedoch von seinen vier Jahren zweieinhalb verliehen war. Die Leihgeschäfte erfolgten erneut beim FC Modena, bei Brescia Calcio sowie bei Ascoli Calcio.
2006 folgte der Wechsel zum SSC Neapel, wo er zwei Jahre lang zum Stammpersonal gehörte und unter anderem den Aufstieg in die Serie A schaffte. Doch auch in Neapel blieb er lediglich zwei Jahre, sodass er 2008 zu Udinese Calcio wechselte. Mit ihm konnte er bisher viermal am UEFA-Pokal bzw. der Europa League teilnehmen.
Im Sommer 2016 wechselte Domizzi zum FC Venedig. Dort beendete nach drei Spielzeiten seine spielerische Laufbahn.

### Nationalmannschaft
Domizzi wurde nur selten für Jugendnationalmannschaften nominiert und absolvierte sein einziges Spiel für die U-21 Italiens im Jahr 2000.

## Erfolge
- Italienischer Supercupsieger: 2000
- Aufstieg in die Serie A: 2001/02, 2006/07
- Aufstieg in die Serie B: 2016/17